# Alexándra Papadopoúlou
Alexándra Papadopoúlou, en grec moderne : Αλεξάνδρα Παπαδοπούλου (1867 - 1906), est une nouvelliste, chroniqueuse, enseignante et démoticienne grecque. Son œuvre, composée principalement de nouvelles, est classée, selon le poète Téllos Ágras (el), parmi les ethnographies urbaines de son époque et, bien que de qualité inégale, elle se distingue par la vivacité de ses dialogues et l'utilisation de l'idiome public, que l'auteure est « parmi les premières » à cultiver dans la capitale ottomane. Elle est reconnue comme la première écrivaine grecque en prose et a également conçu certaines idées féministes. Elle est aussi une éditrice littéraire grecque pionnière, en tant que femme dans un pays où la profession est dominée par les hommes.

## Biographie
Alexándra Papadopoúlou naît à Constantinople en janvier 1876, dans le faubourg de Vlaga. Elle est la fille de Vasilios Papadopoulos, un médecin militaire, et d'Eleni Falieri. Elle étudie à l'école "Pallas" tout en travaillant. En 1886, elle obtient un diplôme d'enseignante, mais ne peut poursuivre ses études dans le cadre d'une bourse d'études en raison de ses opinions modernistes sur les questions pédagogiques. Elle travaille dans des écoles près de Constantinople et en Thrace orientale, à Silivri, où elle développe une activité nationaliste. Cependant, sa conversion à la langue primaire signifie qu'elle ne peut plus travailler dans les écoles de la région, en raison d'une interdiction imposée par les cercles patriarcaux qui contrôlent l'éducation grecque, de sorte que pendant un certain temps, jusqu'en 1902, elle se trouve à Bucarest, où elle est employée à l'école parentale grecque Evangelismos, tout en complétant ses revenus en tant que professeur à domicile.
Parmi ses activités professionnelles à Constantinople, elle est la gouvernante des enfants de Fóti Fotiádi, le médecin et érudit, pionnier du démotique éducatif dans la capitale ottomane à travers l'association Fraternité de la langue nationale.
En 1887, elle publie à Constantinople la publication  Journal des dames (Ημερολόγιον των Κυριών), avec Charikleia Korakidou, une publication aux thèmes principalement féminins. Elle paraît avant celle du même nom de Kallirrói Parrén publiée à Athènes la même année. En 1896, en collaboration avec Ioánnis Grypáris (el), elle publie l'Écho philologique (Φιλολογική Ηχώ). Entre-temps, en 1893, elle fonde l'Association des femmes progressistes. La fondation de cette association par Papadopoúlou, qui est une jeune femme célibataire, est jugée scandaleuse par nombre de ses voisins, qui l'attaquent violemment la traitant de femme d'affaires.
Le Neologos  considère cette association comme « insuffisamment progressiste et moderniste » et finit par écrire un article contre elle « Prenez note de ceci, dames anonymes qui ne voulez pas lever la tête partout et toujours, en fondant des Associations Progressistes. Les sociétés progressistes, les protestations, les principes étranges et les idées sur l'émancipation des femmes mises à part. Descendez à l'économie domestique et concentrez-y votre attention, car la femme est née pour le foyer, mais l'homme pour la science et la société. » Ces attaques ont un impact important sur son exclusion en tant que professeur des écoles grecques de Constantinople (1899). En 1905, elle est chargée de diriger l'école parthénagogue de Thessalonique, poste qu'elle doit bientôt abandonner pour des raisons de santé et retourner à Constantinople. Sa présence à Thessalonique est également liée au déclenchement de la lutte macédonienne, car Papadopoúlou croyait qu'il fallait agir pour résoudre les problèmes nationaux de la Grèce et, pour cette raison, elle a des contacts avec Pávlos Melás et Germanós Karavangélis (el).
Alexándra Papadopoúlou meurt le 8 mars 1906, d'un cancer de l'estomac, à l'hôpital Valouklis d'Yedikule, « par coïncidence le jour où elle s'est consacrée aux droits des femmes », comme le note la critique littéraire Mári Theodossopoúlou.